# Resultados do Carnaval do Rio de Janeiro em 1952
Nesta página estão listados os resultados dos concursos de escolas de samba, frevos carnavalescos, ranchos carnavalescos, sociedades carnavalescas e blocos de repartições públicas do carnaval do Rio de Janeiro do ano de 1952. Os desfiles foram realizados entre os dias 23 e 26 de fevereiro de 1952.
Após três anos de desfiles e resultados paralelos, as escolas de samba acordaram em realizar uma única disputa entre as "grandes agremiações". Devido à quantidade de escolas inscritas, foi decidido criar um segundo grupo, com agremiações menores. Pela primeira vez, as escolas seriam separadas por divisões. Era grande a expectativa pelo confronto entre Portela, Mangueira e Império Serrano, uma vez que as escolas não se enfrentavam diretamente desde 1948. Mas o duelo foi adiado para o ano seguinte. Devido a uma forte chuva que atingiu a cidade, a maioria dos julgadores abandonou o local do Supercampeonato sem avaliar diversas escolas, incluindo o Império Serrano. O próprio Império solicitou ao Departamento de Turismo e Certames que anulasse o concurso. Portela e Mangueira, que desfilaram antes da chuva e foram julgadas, protestaram contra o cancelamento da disputa. Ainda assim, os envelopes foram descartados sem sequer serem lidos. As escolas Florestas do Andaraí, Corações Unidos de Jacarepaguá, Aventureiros da Matriz e Índios do Acaú não desfilaram e foram rebaixadas para o segundo grupo.
O desfile de estreia da segunda divisão das escolas de samba (Campeonato) foi vencido pelos Unidos do Indaiá, que foi promovido à primeira divisão junto com Cada Ano Sai Melhor (vice-campeã) e Unidos do Cabuçu (terceira colocada).
Vassourinhas ganhou a disputa dos frevos. Decididos de Quintino foi o campeão dos ranchos. Clube dos Fenianos conquistou o título do concurso das grandes sociedades. O Bloco Arsenal da Marinha venceu o desfile de repartições públicas.

## Escolas de samba
Com a nomeação de um novo prefeito para a cidade do Rio de Janeiro e a saída de Irênio Delgado do comando da Federação Brasileira das Escolas de Samba (FBES), as agremiações acordaram em realizar um único desfile com as "grandes escolas", mesmo estando filiadas à entidades representativas diferentes. Por causa do alto número de escolas inscritas, ficou decidida a criação de um segundo grupo, com escolas menores. Era grande a expectativa para o carnaval de 1952, especialmente pelo duelo entre as escolas de Madureira: Portela (a maior vencedora até então) e Império Serrano (campeão dos quatro anos anteriores). Desde 1948 que Portela, Império e Mangueira não participavam do mesmo desfile.

### Supercampeonato
O desfile da primeira divisão, chamado de Supercampeonato, foi realizado no domingo, dia 24 de fevereiro de 1952, na Avenida Presidente Vargas. Foi organizado pela Confederação Brasileira das Escolas de Samba (CBES), União Geral das Escolas de Samba do Brasil (UGESB) e FBES. O Departamento de Turismo e Certames do Distrito Federal construiu um tablado de sessenta metros de comprimento, vinte metros de largura e um metro de altura para as escolas se exibirem.
O resultado do Supercampeonato de 1952 foi anulado sem sequer ser conhecido. No início do desfile do Império Serrano, a décima oitava escola a se apresentar, uma forte chuva atingiu a cidade. Dos cinco julgadores oficiais do concurso (Milton Amaral; Silvio Silva; Maestro Silva; José Moreira Bastos; e Dulce Louzada), apenas um permaneceu no palanque, que não tinha cobertura contra água. O desfile prosseguiu até o fim, mas tanto o Império quanto as escolas que desfilaram a seguir não foram avaliadas. Na quarta-feira de cinzas, dia da apuração do resultado oficial, representantes do Império foram até o Departamento de Turismo da cidade para solicitar a anulação do julgamento, alegando não só a ausências dos jurados como também as avarias causadas pela chuva em suas alegorias. O Departamento de Turismo acatou o pedido do Império, apesar dos protestos de Portela e Mangueira. Os envelopes com as notas foram descartados e o confronto entre as grandes escolas foi adiado para o ano seguinte. As escolas Florestas do Andaraí, Corações Unidos de Jacarepaguá, Aventureiros da Matriz, e Índios do Acaú não desfilaram, sendo rebaixadas para a segunda divisão.
| Legenda: Não desfilou / Rebaixada para a segunda divisão * Sem informação disponível |

| Ordem de desfile | Escola                         | Enredo                                                              | Carnavalesco(a)               |
| ---------------- | ------------------------------ | ------------------------------------------------------------------- | ----------------------------- |
| 1                | Império da Tijuca              | Maravilhas Brasileiras                                              | *                             |
| 2                | União de Vaz Lobo              | Ouvindo Estrelas                                                    | *                             |
| 3                | Portela                        | Brasil de Ontem                                                     | Lino Manuel dos Reis          |
| 4                | Filhos do Deserto              | O Dia do Algodão ou Cotonicultura Brasileira                        | *                             |
| 5                | Azul e Branco do Salgueiro     | Evoluções da Ciência                                                | *                             |
| 6                | Florestas do Andaraí           | Lendas Brasileiras                                                  | *                             |
| 7                | Vai Se Quiser                  | Aurora da Minha Vida                                                | *                             |
| 8                | Unidos da Tamarineira          | O Dia do Fico                                                       | *                             |
| 9                | Unidos da Capela               | Ordem e Progresso                                                   | *                             |
| 10               | Unidos da Tijuca               | Feira de Nazaré                                                     | *                             |
| 11               | Independentes do Leblon        | Exaltação à Raça - Homenagem a Confederação Brasileira de Desportos | *                             |
| 12               | Unidos do Salgueiro            | Mártires da Independência                                           | *                             |
| 13               | Unidos do Pecado               | *                                                                   | *                             |
| 14               | Três Mosqueteiros              | Candomblé da Bahia                                                  | *                             |
| 15               | Estação Primeira de Mangueira  | Sonhos de Um Poeta - Visões de Gonçalves Dias                       | Funcionários da Casa da Moeda |
| 16               | Paz e Amor                     | Alicerce de Uma Nação                                               | *                             |
| 17               | Corações Unidos de Jacarepaguá | Progresso do Brasil                                                 | *                             |
| 18               | Império Serrano                | Ana Néri ou Homenagem à Medicina Brasileira                         | Direção de carnaval           |
| 19               | Unidos do Catete               | Justiça e Caridade                                                  | *                             |
| 20               | Unidos do Grajaú               | O Reorganizador                                                     | *                             |
| 21               | Combinado do Amor              | Marinha do Brasil                                                   | *                             |
| 22               | Aventureiros da Matriz         | *                                                                   | *                             |
| 23               | Aprendizes de Lucas            | Cultura do Café                                                     | *                             |
| 24               | Depois Eu Digo                 | Recordar é Viver                                                    | *                             |
| 25               | Índios do Acaú                 | Bandeirantes                                                        | *                             |

### Campeonato
O desfile de estreia da segunda divisão, chamado de Campeonato, foi realizado no domingo, dia 24 de fevereiro de 1952, na Praça Onze. O Campeonato foi organizado pela UGESB; FBES; e pelo Departamento de Turismo e Certames do Distrito Federal.

#### Classificação
Unidos do Indaiá foi o campeão, conquistando sua promoção à primeira divisão. Cada Ano Sai Melhor (vice-campeã) e Unidos do Cabuçu (terceira colocada) também foram promovidas à desfilar no primeiro grupo no ano seguinte.
| Legenda: Promovidas à primeira divisão * Sem informação disponível |

| Col. | Escola                    | Enredo                                | Carnavalesco(a)      | Pontos |
| ---- | ------------------------- | ------------------------------------- | -------------------- | ------ |
| 1    | Unidos do Indaiá          | Regresso da Primavera                 | *                    | 319    |
| 2    | Cada Ano Sai Melhor       | O Samba Nasceu no Morro               | *                    | 303    |
| 3    | Unidos do Cabuçu          | Encouraçado São Paulo                 | *                    | 258    |
| 4    | Unidos da Piedade         | Imprensa e seus Progressos            | Lino Martins Pereira | 235    |
| 5    | Flor do Lins              | Grito do Ipiranga                     | *                    | 223    |
| 6    | Unidos do Marangá         | Isto Acima de Tudo                    | *                    | 204    |
| 7    | Caprichosos de Pilares    | Homenagem a Benjamin Constant         | *                    | 195    |
| 8    | Independentes do Rio      | Santos Dumont                         | *                    | 184    |
| 9    | Corações Unidos da Favela | Escola de Samba                       | *                    | 172    |
| 10   | Império de Campo Grande   | Riquezas do Brasil                    | *                    | 169    |
| 11   | Em Cima da Hora           | *                                     | *                    | 162    |
| 12   | Unidos da Congonha        | Paraíso das Flores                    | *                    | 152    |
| 13   | Unidos do Barão           | *                                     | *                    | 150    |
| 14   | Fiquei Firme              | Recordações de Um Passado             | *                    | 149    |
| 15   | Independentes de Turiaçu  | Exaltação a Música Popular Brasileira | *                    | 146    |
| 16   | Unidos de Vila Isabel     | Homenagem a Saldanha da Gama          | Miguel Moura         | 145    |
| 17   | Unidos da Mocidade        | Uma Homenagem à Imprensa              | *                    | 144    |
| 18   | Cartolinhas de Caxias     | *                                     | *                    | 139    |
| 19   | Império do Grotão         | A Bandeira                            | *                    | 137    |
| 20   | Recreio de São Carlos     | Bailado da Colombina                  | *                    | 136    |
| 21   | Unidos do Jacaré          | *                                     | *                    | 136    |
| 22   | Recreio de Inhaúma        | *                                     | *                    | 133    |
| 23   | Paraíso da Floresta       | Melodias Brasileiras                  | *                    | 131    |
| 24   | Unidos do Outeiro         | Musas Sertanejas                      | *                    | 130    |
| 25   | Unidos do Morro Azul      | *                                     | *                    | 124    |
| 26   | Unidos dos Arcos          | Glórias Imortais                      | *                    | 101    |

## Frevos carnavalescos
O desfile dos frevos foi realizado a partir das 16 horas do sábado, dia 23 de fevereiro de 1952, na Avenida Presidente Vargas.
| Ordem dos desfiles |
| 1. Lenhadores 2. Vassourinhas 3. Pás Douradas 4. Misto Toureiros 5. Batutas da Cidade Maravilhosa 6. Prato Misterioso |

### Classificação
Vassourinhas foi o clube campeão.
| Col. | Frevo                         | Pontos |
| ---- | ----------------------------- | ------ |
| 1    | Vassourinhas                  | 83     |
| 2    | Lenhadores                    | 72     |
| 3    | Pás Douradas                  | 58     |
| 4    | Batutas da Cidade Maravilhosa | 57     |
| 5    | Misto Toureiros               | 54     |
| 6    | Prato Misterioso              | 47     |

## Ranchos carnavalescos
O desfile dos ranchos foi realizado a partir das 20 horas da segunda-feira, dia 25 de fevereiro de 1952, na Avenida Presidente Vargas.
| Ordem dos desfiles |
| 1. Decididos de Quintino 2. União dos Caçadores 3. Aliados de Quintino 4. Inocentes de Catumbi 5. Azulões da Torre 6. Unidos do Morro do Pinto 7. Índios do Leme 8. Aliança de Quintino |

### Classificação
Decididos de Quintino foi o campeão.
| Col. | Rancho                   | Pontos |
| ---- | ------------------------ | ------ |
| 1    | Decididos de Quintino    | 269    |
| 2    | Unidos do Morro do Pinto | 233    |
| 3    | Inocentes de Catumbi     | 209    |
| 4    | União dos Caçadores      | 208    |
| 5    | Aliados de Quintino      | 186    |
| 6    | Azulões da Torre         | 144    |
| 7    | Aliança de Quintino      | 143    |
| 8    | Índios do Leme           | 125    |

## Sociedades carnavalescas
O desfile das grandes sociedades foi realizado a partir da noite da terça-feira de carnaval, dia 26 de fevereiro de 1952, na Avenida Rio Branco.
| Ordem dos desfiles |
| 1. Clube dos Democráticos 2. Tenentes do Diabo 3. Clube dos Fenianos 4. Pierrôs da Caverna 5. Embaixada do Sossego 6. Clube dos Cariocas 7. Embaixada do Silêncio 8. Turunas de Monte Alegre |

### Classificação
O Clube dos Fenianos venceu a disputa.
| Col. | Sociedade               | Pontos |
| ---- | ----------------------- | ------ |
| 1    | Clube dos Fenianos      | 365    |
| 2    | Clube dos Democráticos  | 299    |
| 3    | Tenentes do Diabo       | 259    |
| 4    | Pierrôs da Caverna      | 258    |
| 5    | Embaixada do Sossego    | 177    |
| 6    | Turunas de Monte Alegre | 172    |
| 7    | Embaixada do Silêncio   | 153    |
| 8    | Clube dos Cariocas      | 147    |

## Blocos de repartições públicas
O Bloco Arsenal da Marinha venceu a disputa de repartições públicas. O Bloco da Prefeitura ficou em segundo lugar.